# Allan Wells
Allan Wipper Wells (* 3. května 1952 Edinburgh) je bývalý britský atlet, sprinter a olympijský vítěz v běhu na 100 metrů z roku 1980.
Nejdříve se specializoval na trojskok a skok do dálky, později se orientoval na sprinty. Teprve v roce 1976 zaběhl 100 metrů pod 11 sekund. V roce 1978 vytvořil britský rekord na této trati časem 10,15, na 200 metrů zlepšil národní rekord na 20,61.
Na olympiádě v Moskvě v roce 1980 startoval ve třech disciplínách, pokaždé postoupil do finále. V běhu na 100 metrů zlepšil britský rekord na 100 metrů na 10,11. Ve finále zvítězil časem 10,25, druhý Kubánec Leonard dosáhl přitom stejný čas. Druhou olympijskou medaili, tentokrát stříbrnou, vybojoval v běhu na 200 metrů.
Olympijské zlato z Moskvy byl jeho největší úspěch. Při premiéře mistrovství světa v atletice v Helsinkách v roce 1983 skončil čtvrtý v běhu na 100 i 200 metrů. Následující rok na olympiádě v Los Angeles skončil v běhu na 100 metrů v semifinále, byl také členem štafety Velké Británie na 4 × 100 metrů, která ve finále doběhla sedmá.